# Montboucher-sur-Jabron
Montboucher-sur-Jabron è un comune francese di 2 035 abitanti situato nel dipartimento della Drôme della regione dell'Alvernia-Rodano-Alpi.

## Società

### Evoluzione demografica
Abitanti censiti